# Краснобрід
Красно́брід (Красно́бруд; пол. Krasnobród) — місто в східній Польщі. Належить до Замостського повіту Люблінського воєводства. Розташоване на Закерзонні, в історичній Холмщині.

## Історія
Отримало статус міста у 1572 році. Перша згадка про церкву Богородиці походить з 1620 року.
1869 року царським урядом відібрано міські права. 1870 року замість дерев'яної зведена мурована церква. Після відібрання у 1875 році церкви царем станом на 1880 рік у неї залишилося лище 5 парафіян. Після Першої світової війни забрана поляками під костел, зруйнована польською владою у 1930-х роках. Наявні церквище (місце по церкві) і місце колишнього прицерковного греко-католицького цвинтаря.
У першій половині вересня 1939 року німці захопили Краснобрід, але вже 27 вересня за пактом Ріббентропа-Молотова німецька 8-а дивізія передала Краснобрід радянській 44-ій стрілецькій дивізії 8-го стрілецького корпусу. Однак Сталін обміняв Закерзоння на Литву і на початку жовтня СРСР передав Краснобрід німцям.
30 грудня 1994 року Красноброду відновлений статус міста.

## Населення
Демографічна структура станом на 31 березня 2011 року:
|          | Загалом | Допрацездатний вік | Працездатний вік | Постпрацездатний вік |
| -------- | ------- | ------------------ | ---------------- | -------------------- |
| Чоловіки | 1518    | 315                | 1037             | 166                  |
| Жінки    | 1592    | 307                | 937              | 348                  |
| Разом    | 3110    | 622                | 1974             | 514                  |